# Buenavista (Córdoba)
Buenavista é um município da Colômbia, localizado no departamento de Córdoba.